# S.R. Srinivasa Varadhan
Sathamangalam Ranga Iyengar Srinivasa Varadhan (ur. 2 stycznia 1940 w Madrasie) – indyjsko-amerykański matematyk specjalizujący się w teorii prawdopodobieństwa.

## Życiorys
W 1960 ukończył studia na Uniwersytecie Madraskim, a w 1963 doktoryzował się w Indyjskim Instytucie Statystycznym. Od 1963 pracuje na Uniwersytecie Nowojorskim (Courant Institute of Mathematical Sciences), obecnie na stanowisku profesora.
Varadhan jest znany z prowadzonych wspólnie z Danielem W. Stroockiem badań nad stochastycznymi procesami dyfuzji, za które w 1996 przyznano mu Nagrodę Steele’a.
22 marca 2007 Varadhan został laureatem Nagrody Abela. W uzasadnieniu podkreślono jego wkład w teorię prawdopodobieństwa, w szczególności stworzenie jednolitej teorii dużych odchyleń.
W 2008 został odznaczony indyjskim Orderem Padma Bhushan.
W 1978 wygłosił wykład sekcyjny, w 1994 wykład plenarny, a w 2010 ICM Abel Lecture na Międzynarodowym Kongresie Matematyków.